# Umut Sönmez (Staatssekretär)
Umut Sönmez (* 6. Januar 1983 in Herborn) ist ein deutscher politischer Beamter (SPD). Seit Januar 2024 ist er Staatssekretär im Hessischen Ministerium für Wirtschaft, Energie, Verkehr, Wohnen und ländlichen Raum.

## Leben
Sönmez wurde als Sohn türkischer Einwanderer in Herborn geboren und kam im Grundschulalter nach Gießen, wo er an der Liebigschule sein Abitur machte. Er schloss sein Studium an der Justus-Liebig-Universität Gießen 2008 als Diplom-Volkswirt ab. Bis 2007 war er aktiv bei den Jusos in der Gießener SPD und "Asta-Chef" der Uni Gießen für die Juso-Hochschulgruppen. Von 2007 bis 2014 leitete er das Wahlkreisbüro des Europaabgeordneten Udo Bullmann. Von 2014 bis 2018 war er Referent des Gesamtbetriebsrats bei Opel. Von 2018 bis zu seiner Ernennung zum Staatssekretär 2024 war er freigestellter Betriebsrat bei Opel. In dieser Funktion war er von 2018 bis 2023 auch Mitglied des Aufsichtsrats von Opel.
Seit dem 18. Januar 2024 ist Sönmez Staatssekretär im Hessischen Ministerium für Wirtschaft, Energie, Verkehr, Wohnen und ländlichen Raum unter Staatsminister Kaweh Mansoori.

## Privates
Sönmez ist verheiratet und Vater zweier Kinder. Er lebt seit einigen Jahren in Ruppertshain, einem Stadtteil von Kelkheim. Sönmez ist bekennender Fan des türkischen Musikers İbrahim Tatlıses.